# 楠溪江宗祠建筑群
楠溪江宗祠建筑群位于浙江省温州市永嘉县。1997年8月，孝思祠、永嘉郡祠列入浙江省文物保护单位；2011年1月，在第三次全国文物普查中新发现的文岩祠、谷氏大宗、郑氏大宗、谢氏大宗、叶氏大宗、胡氏小宗等11处宗祠列入浙江省文物保护单位，与孝思祠、永嘉郡祠合并为楠溪江宗祠建筑群；2013年5月，楠溪江宗祠建筑群被列入第七批全国重点文物保护单位。

## 宗祠分布
- 永嘉郡祠

位于碧莲镇上村。原名刘氏宗祠，系明初开国功臣刘基的世祖祠堂，祠堂由圣旨亭，门头，戏台，兩廊，天井、月台、正厅等组成。俯视图呈回字形，内有刘基及其他官员题写的对联。。
- 孝思祠

位于花坦乡廊下村。始建于明弘治元年（1488年），清初被毁，清康熙年间（1662－1722）重建。
- 乌府

位于花坦乡花坦村。
- 文岩祠

位于岩头镇西岸村。
- 谷氏大宗

位于西源乡西源村。
- 郑氏大宗祠

位于五尺乡岭根村。
- 谢氏大宗祠

位于东皋乡蓬溪村。
- 叶氏大宗祠

位于渠口乡上方村。
- 胡氏小宗祠

位于和茗岙乡中村。
- 王氏大宗祠

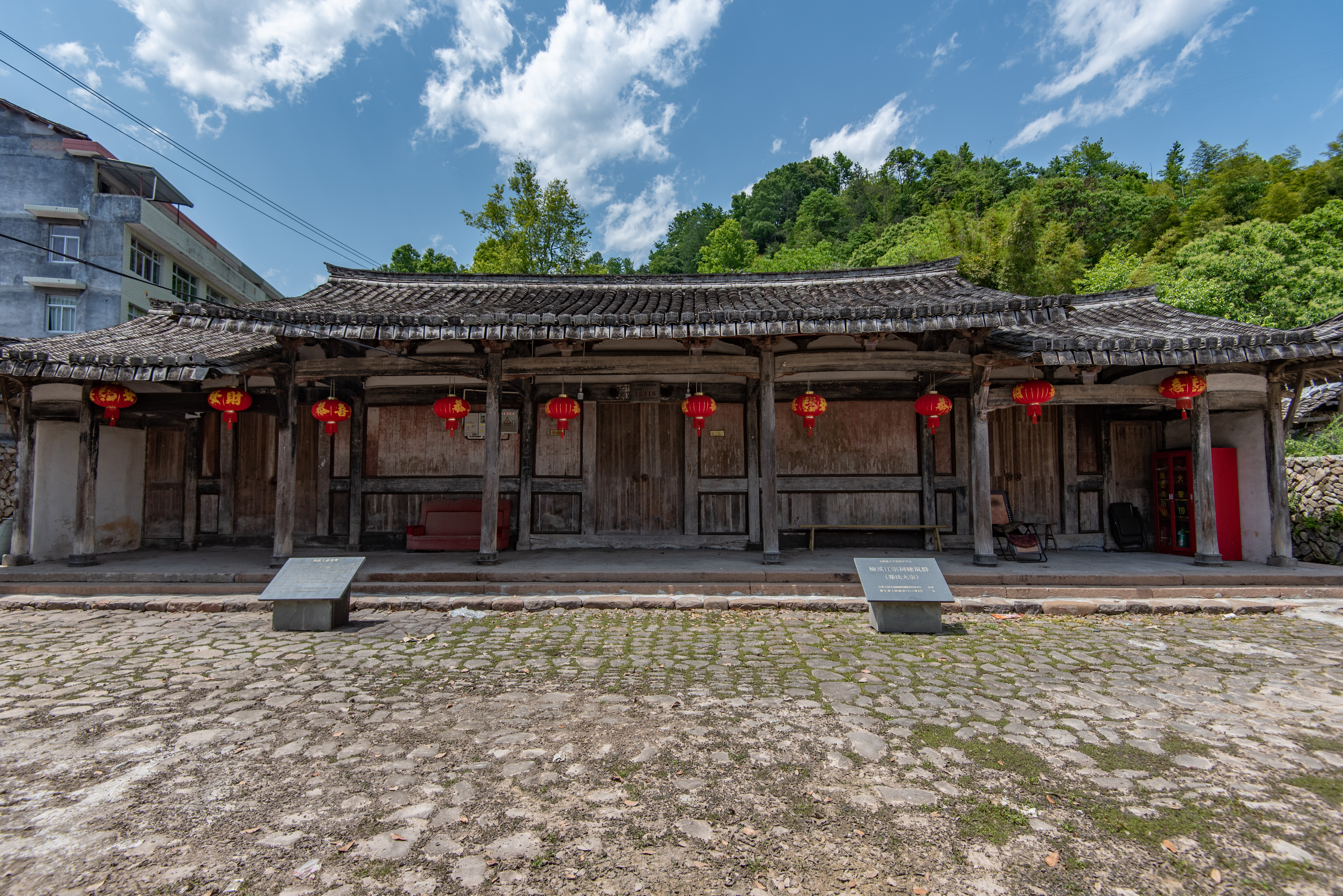
郑氏大宗祠

位于黄岗村。为明代建筑，供奉太祖王致庵，王十朋，远祖，王羲之及各房太祖。
- 邵氏大宗祠

位于邵圆村。
- 季氏大宗祠

位于潘坑乡岩龙村。
- 陈氏大宗祠

位于大若岩镇白泉村。原名显应庙，俗称午朝门。始建于南宋建炎三年，高宗下诏敕建。明初重建，为纪念北宋抗辽的先贤陈盈的祠堂。